# معهد غرونوبل متعدد التقنيات
معهد غرونوبل متعدد التقنيات (بالفرنسية: Institut polytechnique de Grenoble)‏ هو منظومة جامعية تقنية فرنسية تتألف من 6 مدارس هندسية تقع جميعها في مدينة غرينوبل باستثناء المدرسة الوطنية العليا للنظم المتقدمة والشبكات، ومقرها مدينة فالانس.
يتخرج في معهد غرونوبل متعدد التقنيات ما يربو على ألف مهندس سنويًا، مما يجعله أكبر مدرسة كبيرة (بالفرنسية: grande école)‏ في فرنسا.

## وصلات خارجية
- الموقع الرسمي للمعهد (بالفرنسية) (بالإنجليزية)